# Атила (опера)
Атила (итал. Attila), опера, dramma lirico у три чина са прологом Ђузепеа Вердија

## Либрето
Темистокле Солера (Temistocle Solera) према трагедији Атила, краљ Хуна (Attila, König der Hunnen) Захарије Вернера (Zacharias Werner).

## Праизведба
17. март 1846, Венеција у Teatro la Fenice.

## Ликови и улоге
Атила (Attila), краљ Хуна - бас

Ецио (Ezio), римски генерал - баритон

Одабела (Odabella), ћерка господара Аквилеје - сопран

Форесто (Foresto), витез Аквилеје - тенор

Улдино (Uldino), млади Бретонац, слуга Атилин - тенор

Лав I (Leone), римски папа - бас
принчеви, краљеви, војници, Хуни, Гепиди, Остроготи, Херули, Турингиани, Квади, Друиди, свештенице, народ Аквилеје, жене-ратнице Аквилеје, римски официри и војска, римске девице и деца, пустињаци, робови (хор)

## Место и време
Аквилеја у тршћанском заливу, Јадранске лагуне на будућем месту Венеције и околина Рима средином V века.

### Пролог
- Сцена

Главни трг у Аквилеји. Атила и његова војска славе победу над градом. Вођа заробљених жена-ратница, Одабела, оставља добар утисак на Атилу. Она је ћерка господара Аквилеје којег је Атила убио. Римски генерал и царски гласник прилази Атили, али Хун одбија његов предлог да влада остатком Римског царства, ако остави Италију на миру.
- Сцена

Јадранске лагуне где су се избеглице из Аквилеје сакриле. Њихов вођа, Форесто, нестрпљив је да ослободи воју вољену Одабелу из руку Атиле.

### чин
- Сцена

Шума недалеко од Атилиног кампа изван Рима, ноћу. Одабела се придружила Атилиној војсци да освети оца и љубавника, за којег мисли да је мртав. Потајно се среће са Форестом, који је оптужује за издајство. Она га успева убедити да јој је намера да прати пример Јудите, библијске јунакиње, и да спаси свој народ.
- Сцена

Атилин шатор. Старац у сну упозорава Атилу да не наставља са освајањем Рима.
- Сцена

Атилин камп. Атила ипак није послушао савет из сна и окупља војску за напад. Наједном, до њих долази процесија и он препознаје њеног предводника, папу Леа, као старца из сна. У исто време се на небу појаве две приказе са пламеним мачевима. Атила је ужаснут.
- Сцена

Ециов камп недалеко од Рима. Цар Валентиниан жели примирје са Атилом и позива свог генерала Еција. Ецио се не одазива, већ се ослања на стару славу Рима и удружује се са Форестом у намери да убију Атилу.
- Сцена

Атилин камп. Краљ Хуна одржава банкет да прослави примирје. Одабела спречава Форестов покушај да убије Атилу, јер жели да га сама убије. Она упозорава Атилу да је пехар са вином отрован и тражи да сама казни Фореста, спашавајући га тиме од Атилиног беса. Захвалан, Атила објављује да се венчава са Одабелом.
Шума недалеко од Атилиног кампа. Форесто и Ецио се спремају да нападну Атилу. Сматрајући да га је Одабела издала, Форесто је љубоморан и бесан. Она је, пак, побегла из кампа и убеђује Фореста да је невина. Атила, у потрази за Одабелом, пада у заседу. Форесто га напада, али Одабела га прва пробада мачем, ослобађајући свој народ као што је то учинила и библијска Јудита.

## Познате музичке нумере
- (Одабелина арија из  чина)
- (Атилина арија из  чина)
- (Форестова романса из III чина)